# Life of Agony

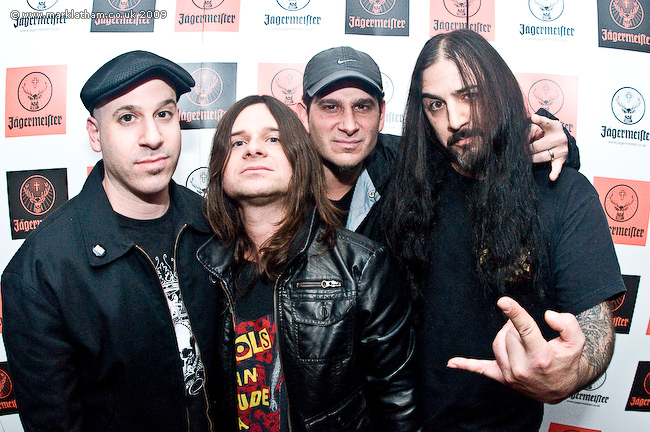
Membrii Life of agony de la stanga la dreapta: Alan Roberts, Keith Caputo, Joey Z, Sal Abruscato

Life of Agony (prescurtat LoA) este o formație de crossover hardcore/thrash metal din Brooklyn, New York (Statele Unite).

## Istoric
Trupa a fost înființată în vara anului 1989 de către vocalistul Mina Caputo, basistul Alan Robert și chitaristul Joey Z.. După mai multe încercări cu diverși toboșari, l-au cooptat pe Sal Abruscato de la Type O Negative, chiar înainte de începerea înregistrărilor la albumul de debut River Runs Red în 1993 (Roadrunner Records). 
River Runs Red a fost urmat de mult mai emoționalul Ugly (1995), dar bateristul Abruscato a părăsit Life of Agony după turneul de promovare al albumului. Successor său a fost Dan Richardson (ex-Pro-Pain și ex-Crumbsuckers).
Vocalistul Caputo a părăsit trupa după lansarea lui Soul Searching Sun (1997), pretinzînd că nu se mai regăsește în stilul Life of Agony. Trupa a pornit în turneu cu Whitfield Crane (ex-Ugly Kid Joe) și s-a întors în studio, unde a realizat că nu poate continua sub titulatura Life of Agony fără Caputo. Astfel, în 1999 au decis să se despartă.
În 3 și 4 ianuarie 2003 formația s-a reunit în componența originală pentru două spectacole susținute în Irving Plaza din New York. Ambele concerte au fost înregistrate și lansate pe CD/DVD în același an. Reușita acestei reuniuni a generat alte apariții la mai multe festivaluri europene și la înregistrarea unui nou album în 2005, intitulat Broken Valley.

## Muzica
Conform membrilor trupei, muzica LoA a fost influențată de formații ca Radiohead, Metallica, Pink Floyd și Black Sabbath.
Caputo și Robert sunt autorii tuturor pieselor, însă ei n-au scris împreună nici o melodie până la albumul Soul Searching Sun. În general, Robert a compus majoritatea muzicii și versurilor, iar Caputo unele balade cu texte inspirate din conjunctura sa familială.
Membrii Life of Agony continuă să compună împreună și să susțină spectacole, dar în același timp sunt implicați în proiecte individuale. Caputo a înregistrat mai multe materiale solo, împreună cu muzicieni europeni. 
Robert a fondat trupa punk Spoiler NYC în 2006, unde activează ca vocalist și basist. Formația a înregistrat în 2007 albumul de debut Grease Fire in Hell's Kitchen, adunând o mulțime de critici pozitive. Chitaristul Joey Z. activează în trupa reunită a lui Peter Steele, Carnivore.

## Membri actuali
Mina Caputo - voce 

Joey Z. - chitară 

Alan Robert - chitară bas
Veronica Bellino - baterie

## Foști membri
Dan Richardson - baterie 

Whitfield Crane - voce 

Eric Chan - baterie 

Mike Palmeri - baterie 

Kenny Pedersen - baterie
Sal Abruscato - baterie 

## Discografie
| Data lansării | Titlu                                  | Detalii           |
| 1993          | River Runs Red                         | Album de studio   |
| 1995          | Ugly                                   | Album de studio   |
| 1997          | Soul Searching Sun                     | Album de studio   |
| 1999          | 1989-1999                              | Compilație        |
| 2000          | Unplugged at the Lowlands Festival '97 | Concert unplugged |
| 2003          | The Best of Life of Agony              | Compilație        |
| 2003          | River Runs Again: Live 2003            | Concert           |
| 2005          | Broken Valley                          | Album de studio   |